# ブル・ショット
ブル・ショット（英: Bull Shot）は、ウォッカとビーフ・ブイヨンを用いたカクテル。

## 概要
ブルは雄牛の意。ブルの名前はビーフ・ブイヨンを使用することから。
塩気があり、スープのようなカクテルである。
欧米では食前酒として飲まれる。また、グラスではなくスープ皿で提供されることもある。
アメリカ合衆国デトロイトでレストランを経営していたグルーバー兄弟が1953年に考案したといわれる。食前酒とスープをひとつにした発想はカクテルの世界に新しい方向性を与えることになった。

## レシピの例
材料
- ウォッカ - 45ml
- ビーフ・ブイヨン - 適量
- 食塩、胡椒、ウスターソース、タバスコなど - 適量

作り方
1. ウォッカと冷ましたビーフ・ブイヨンをシェイクする。
2. ロックグラスに注ぎ、食塩などで味を調える。
3. スティックセロリを添えることもある。

## バリエーション
ホーク・ショット
ビーフ・ブイヨンに換えて、温かいコンソメを使う。